# Katrin Apel
Katrin Apel (Erfurt, 4 maggio 1973) è un'ex sciatrice nordica tedesca attiva sia nello sci di fondo sia nel biathlon, specialità nella quale ha colto i maggiori successi.

## Biografia

### Carriera nello sci di fondo
Ha fatto parte della nazionale tedesca di sci di fondo fino al 1994, con la quale ha partecipato ai Mondiali juniores del 1993 vincendo il bronzo nella 5 km a tecnica classica.
In Coppa del Mondo ha esordito il 16 gennaio 1993, nella 10 km a tecnica libera di Cogne (49ª), e ha ottenuto il miglior piazzamento in carriera il 19 marzo successivo nella 10 km a tecnica classica di Štrbské Pleso (38ª).

### Carriera nel biathlon
Dopo aver fallito la qualificazione per i XVII Giochi olimpici invernali di Lillehammer 1994 si è dedicata al biathlon. In Coppa del Mondo ha esordito il 7 dicembre 1995 nell'individuale di Östersund (38ª), ha conquistato il primo podio il 7 marzo 1996 nell'individuale di Pokljuka (3ª) e la prima vittoria il 17 dicembre 1998 nella staffetta di Osrblie.
Tra i suoi risultati di maggior rilievo figurano i due ori olimpici conquistati in staffetta a Nagano 1998 e a Salt Lake City 2002.

## Palmarès

### Biathlon

#### Olimpiadi
- 4 medaglie:
  - 2 ori (staffetta[2] a Nagano 1998; staffetta[2] a Salt Lake City 2002)
  - 1 argento (staffetta[2] a Torino 2006)
  - 1 bronzo (sprint[2] a Nagano 1998)

#### Mondiali
- 10 medaglie:
  - 4 ori (staffetta[2], gara a squadre[2] a Ruhpolding 1996; staffetta[2] a Osrblie 1997; staffetta[2] a Kontiolahti/Oslo 1999)
  - 5 argenti (sprint[2], staffetta[2] a Oslo/Lahti 2000; staffetta[2] a Pokljuka 2001; partenza in linea[2] a Oberhof 2004; staffetta[2] a Hochfilzen/Chanty-Mansijsk 2005)
  - 1 bronzo (staffetta[2] a Oberhof 2004)

#### Coppa del Mondo
- Miglior piazzamento in classifica generale: 5ª nel 2002
- 46 podi (16 individuali, 30 a squadre[3]), oltre a quelli conquistati in sede olimpica e iridata e validi anche ai fini della Coppa del Mondo:
  - 17 vittorie (4 individuali, 13 a squadre)
  - 18 secondi posti (4 individuali, 14 a squadre)
  - 11 terzi posti (8 individuali, 3 a squadre)

##### Coppa del Mondo - vittorie
| Data             | Località            | Nazione          | Specialità                                                        |
| ---------------- | ------------------- | ---------------- | ----------------------------------------------------------------- |
| 17 dicembre 1998 | Osrblie             | Slovacchia       | RL (con Uschi Disl, Simone Greiner-Petter-Memm e Martina Zellner) |
| 14 gennaio 2000  | Ruhpolding          | Germania         | RL (con Uschi Disl, Andrea Henkel e Martina Zellner)              |
| 23 gennaio 2000  | Anterselva          | Italia           | RL (con Andrea Henkel, Martina Beck e Martina Zellner)            |
| 10 marzo 2000    | Lahti               | Finlandia        | RL (con Uschi Disl, Andrea Henkel e Martina Zellner)              |
| 9 dicembre 2000  | Pokljuka/Anterselva | Slovenia/ Italia | RL (con Uschi Disl, Kati Wilhelm e Andrea Henkel)                 |
| 7 dicembre 2001  | Hochfilzen          | Austria          | RL (con Uschi Disl, Martina Zellner e Martina Beck)               |
| 14 dicembre 2001 | Pokljuka            | Slovenia         | RL (con Andrea Henkel, Janet Klein e Kati Wilhelm)                |
| 17 gennaio 2002  | Ruhpolding          | Germania         | RL (con Uschi Disl, Martina Zellner e Kati Wilhelm)               |
| 14 marzo 2002    | Lahti               | Finlandia        | SP                                                                |
| 15 marzo 2002    | Lahti               | Finlandia        | RL (con Martina Zellner, Martina Beck e Katja Beer)               |
| 17 marzo 2002    | Lahti               | Finlandia        | PU                                                                |
| 21 marzo 2002    | Oslo Holmenkollen   | Norvegia         | SP                                                                |
| 6 dicembre 2002  | Östersund           | Svezia           | RL (con Uschi Disl, Simone Hauswald e Kati Wilhelm)               |
| 10 gennaio 2003  | Oberhof             | Germania         | RL (con Uschi Disl, Andrea Henkel e Kati Wilhelm)                 |
| 14 gennaio 2004  | Ruhpolding          | Germania         | RL (con Simone Hauswald, Uschi Disl e Kati Wilhelm)               |
| 6 gennaio 2005   | Oberhof             | Germania         | RL (con Uschi Disl, Andrea Henkel e Kati Wilhelm)                 |
| 16 marzo 2005    | Chanty-Mansijsk     | Russia           | SP                                                                |

Legenda:

SP = sprint

PU = inseguimento

RL = staffetta

### Sci di fondo

#### Mondiali juniores
- 1 medaglia:
  - 1 bronzo (5 km a tecnica classica a Harrachov 1993)